# 声優刑事
『声優刑事』（せいゆうでか）は、ムービースクエアほかで配信されているWebアニメ。

## あらすじ
二次元と三次元の狭間で頑張っている片桐りぼんが始めたアルバイト、刑事としての活動を始める。

## 登場人物
片桐 りぼん（かたぎり りぼん）
声 - 富田沙織

すいか
声 - 斎藤楓子

## 主題歌
- OP：「声優刑事のテーマ」
  - 歌手：富田沙織
  - 作詞：大宮三郎
  - 作曲・編曲：黒澤直也
- ED：「晴れたら」
  - 歌手：桜咲千依
  - 作詞：Yukimi
  - 作曲・編曲：安木未来

## スタッフ
- キャラクターデザイン・原画 - 渡辺真由美
- 絵コンテ - 小見真菜美、渡辺真由美
- ペイント - トライフォース
- 演出、美術 - 小見真菜美
- アニメーションプロデューサー - 佐久間敏郎、浅井幸信
- アニメーション制作 - MooGoo、スタジオ藍丸、サニーガーペン
- 音響監督 - 亀山俊樹
- 音響プロデューサー - 関智寛
- 録音 - 熊倉亨
- 音響コーディネーター - 山岡公広